# Jászai Erzsébet
Jászai Erzsébet (Rimaszombat, 1868. november 17. – Szeged, 1952. február 1.) színésznő, súgónő.

## Pályafutása
Szülei Jászai János és Molnár Janka voltak. Korán árvaságra jutott és a Szent Vincéről nevezett irgalmas nővérek nevelték fel budapesti zárdájukban. Kereskedelmi iskolát végzett, azután Hamburgba ment németül tanulni, ott járt a színiiskolába. Színpadra lépett 1885-ben, Stockholmban, mint énekes naiva. 1890-ben hazatért és Bokody Antalnál működött mint szubrett- és népszínműénekesnő. 1891-ben férjhez ment és visszavonult a színpadtól. 1900-ban visszatért a színészethez, mint súgónő és évekig működött Miskolcon, majd Szegeden. 1930-ban is ott volt szerződésben.

## Forrás
- Jászai Erzsébet. In  Magyar színművészeti lexikon: A magyar színjátszás és drámairodalom enciklopédiája. Szerk. Schöpflin Aladár. II. kötet (Favartné – Komjáti Ferenc). Budapest: Az Országos Színészegyesület és Nyugdíjintézete. [1929].   319. o.